# 이사고 (거란)
이사고(李娑固, ?~?)는 거란(契丹)의 왕자(王子)이자 부친(父親)과 모친(母親)는 미상(未詳)이며 거란(契丹)의 8대 국왕(國王)이다. 이진충(李盡忠)과 이실활(李失活)의 4촌 동생(東生)이다.

## 생애
718년 이실활이 죽고 이사고가 무리를 대신 다스리자 당은 사신을 보내 송막도독에 책봉하고 관작을 계승하도록 하였다. 이사고의 부하로 있던 가돌우(可突于)는 날래고 용감하여 무리의 환심을 얻으니 이사고가 그를 제거하고자 하였다.
가돌우가 도리어 이사고를 공격하니 사고는 영주로 달아났다. 도독 허흠첨(許欽澹)이 설태에게 용감한 군사 500명을 거느려, 해왕(奚王) 이대보(李大輔) 및 사고의 무리를 징발하여 함께 가돌우를 토벌하게 하였다.
그러나 전투에서 관군이 패배해 이사고는 이대보와 함께 가돌우에게 살해당하고 설태는 생포되었으며 영주 도독부가 크게 놀라 허흠첨은 군대를 서쪽으로 유관(渝關)으로 후퇴시켰다. 4촌 동생인 이욱우(李郁于)가 직위를 계승했다.

## 참고 문헌
- 《구당서(舊唐書)》
- 《신당서(新唐書)》